# Acme Aircraft Corp
Cet article possède un paronyme, voir Acme Aircraft Co.
Acme Aircraft Corp était un constructeur aéronautique américain de Loves Park (Rockford), Illinois, à la fin des années 1920. Il n'y a pas de relations entre cette entreprise et Acme Aircraft Co, constructeur aéronautique américain fondé à la fin de la Seconde Guerre mondiale à Torrance, Californie.